# Nepomuki Szent János-oszlop (Mosonmagyaróvár)
A Nepomuki Szent János-oszlop vagy Nepomuki Szent János-emlékoszlop 1744-ben emelt, barokk stílusú szoborkompozícó Mosonmagyaróváron, a belvárosi Deák téren. Magyarország egyik legmonumentálisabb Nepomuki Szent János-ábrázolása, 3069-es törzsszám alatt II. kategóriájú országos műemlék.

## Története
Az emlékoszlopot Hugenstein Károly uradalmi jószágkormányzó költségén emelték 1744-ben az akkori magyaróvári piactéren. A szobrász személye ismeretlen, a mészkőből készült alkotás vélhetően egy bécsi kőfaragó műhely munkáját dicséri. Bár a posztamens latin nyelvű felirata Mária Terézia 1740-es megkoronázását jelöli meg az oszlopot életre hívő mementóul, egyes feltételezések szerint az elvonult pestisjárvány emlékezetére állíttatták.
1968-ban ugyan Szakál Ernő irányításával már sor került a műemlék restaurálására, a két évtized elteltével újra erősen lepusztult szoborkompozíción 1986-ban Szomolányi Péter szobrász, restaurátor vezetésével nagyszabású, több évig elhúzódó restaurálás vette kezdetét. A felújítás eredményeként a rossz állapotú szobrokat – restaurálást követően – a helyi Hanság Múzeum gondjaira bízták, és műkő szobrokkal cserélték le őket.

## Leírása

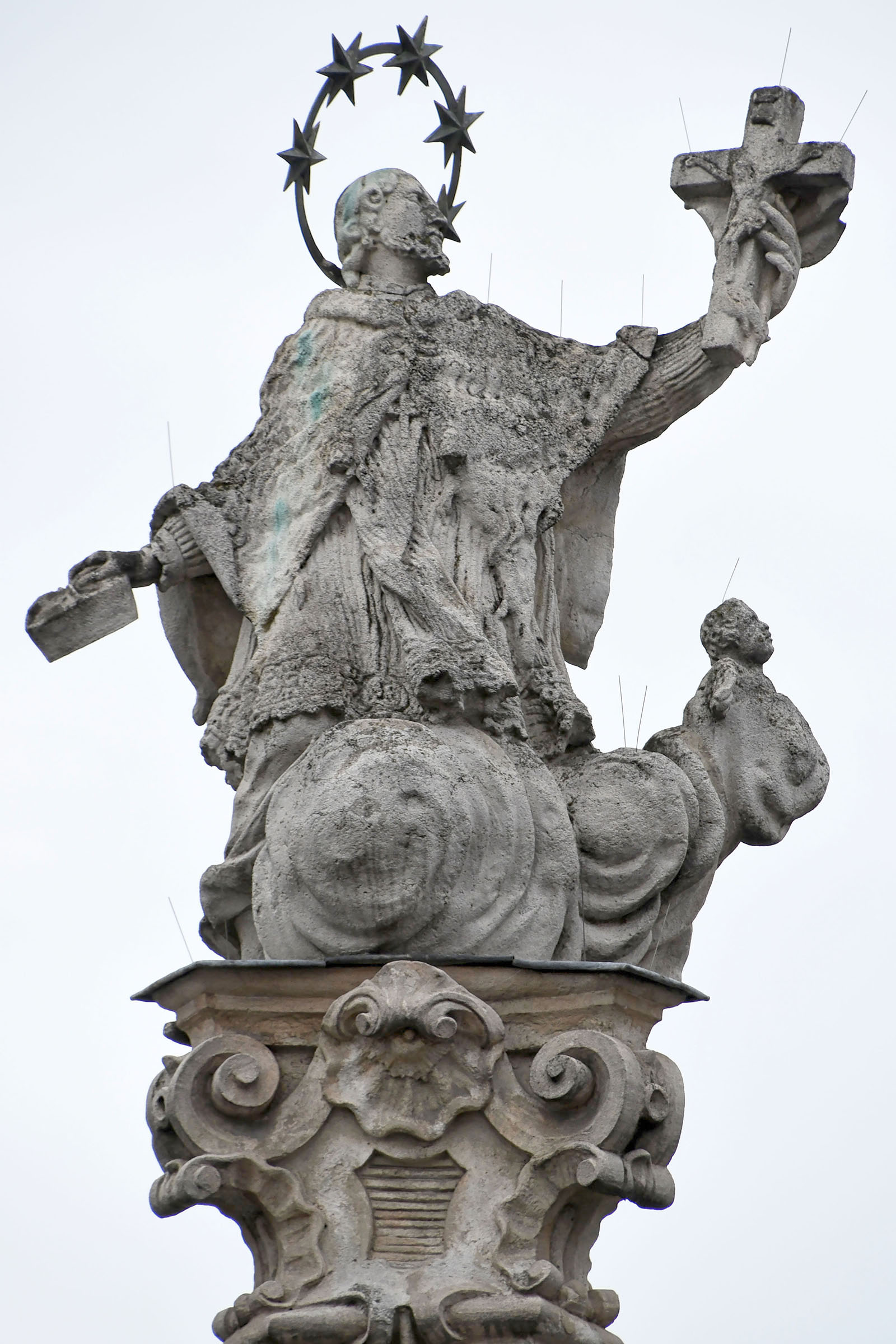

Az emlékoszlop formai megoldásait tekintve a barokk korban országszerte elterjedt Szentháromság-oszlopok kompozíciós jegyeit és szimbolikáját követi: az ívelt háromszög alaprajzú, élein volutákkal szegélyezett posztamens zárópárkányán három szent alakja látható, Nepomuki Szent János pedig a párkányról a magasba törő obeliszk tetején látható.
Nepomuki Szent Jánost az alkotók megdicsőülése után, felhőkön térdepelve ábrázolták, magasra emelt, kinyújtott baljában feszülettel és pálmaággal, oldalra lendülő jobbjában birétumával, feje körül csillagkoszorúval. Bal lábánál, a magasra tartott feszület alatt a felhőből egy kerubfej bontakozik ki. A posztamens zárópárkányán három további szent, Szent Rókus, Szent Sebestyén és Borromei Szent Károly szobra áll, a posztamensen pedig Szent Rozália domborműve látható. A magyarországi Nepomuki-emlékek sorában a tekintetben is egyedülálló a mosonmagyaróvári, hogy a szent legendáriumának három jelenetét bemutató domborművek láthatóak a posztamensen: a cseh királyné meggyón János papnak; IV. Vencel király kihallgatja a papot, hogy kitudja felesége titkait; Nepomuki Jánost az uralkodó parancsára a Károly hídról a Moldvába vetik.